# IC 746
IC 746 est une galaxie spirale (barrée ?) située dans la constellation du Lion. Sa vitesse par rapport au fond diffus cosmologique est de 5 334 ± 22 km/s, ce qui correspond à une distance de Hubble de 78,7 ± 5,5 Mpc (∼257 millions d'al). Elle a été découverte par l'astronome français Stéphane Javelle en 1893.
IC 746 présente une large raie HI et elle renferme des régions d'hydrogène ionisé.

## Groupe de NGC 3997
IC 746 est membre du groupe de NGC 3997 qui compte au moins cinq galaxies. Les autres galaxies de ce groupe sont NGC 3989, NGC 3993, CGCG 127-109 et MCG 4-28-109.
Notons que la galaxie NGC 3997 est placée dans un autre groupe par Abraham Mahtessian, le groupe de NGC 4007, la galaxie la plus brillante du groupe. Les autres galaxies dont NGC 3987, NGC 4007 (NGC 4005 dans l'article), NGC 4015 et NGC 4022.
Certaines des galaxies du groupe de Mahtessian sont dans un autre groupe décrit dans l'article de Garcia, le groupe de NGC 3987. Les galaxies du groupe de NGC 4007 sont à une distance moyenne de 70,7 ± 2,5 Mpc, celles du groupe de NGC 3987 à 70,4 ± 1,1 Mpc et celles du groupe de NGC 3997 à 73,8 ± 3,7 Mpc. Les galaxies des trois groupes décrits par ces deux auteurs sont toutes situées à des distances assez semblables de la Voie lactée, de 68,6 à 78,7 Mpc. Leur appartenance à l'un ou l'autre des groupes peut donc varier et elle dépend des critères de regroupement utilisés par les auteurs.